# Penny Paradise
Pour plus de détails, voir Fiche technique et Distribution.
Penny Paradise est un film britannique réalisé par Carol Reed, sorti en 1938.

## Synopsis
À Liverpool, Joe Higgins, un capitaine de remorqueur, croit qu'il a gagné à des paris sportifs. Il démissionne et invite sa famille et ses amis à une fête dans un pub. Pendant la soirée, Higgins fait la cour à Mme Clegg, une veuve, pendant que sa fille Betty est l'objet des attentions d'un coureur de dots. La soirée se calme lors de l'arrivée de Pat, le second de Joe, qui finit par avouer qu'il n'a pas envoyé le coupon gagnant. Higgins n'a plus de raison de se réjouir, mais il est rassuré quand il apprend qu'il a été nommé capitaine du meilleur remorqueur sur la Mersey.

## Fiche technique
- Titre original : Penny Paradise
- Réalisation : Carol Reed
- Scénario : Thomas Browne, Walter Meade, Thomas Thompson, d'après une histoire de Basil Dean
- Direction artistique : Wilfrid Shingleton
- Photographie : Gordon Dines, Ronald Neame
- Son : Eric Williams
- Montage : Ernest Aldridge
- Musique : Ernest Irving
- Production : Basil Dean
- Société de production : Associated Talking Pictures
- Société de distribution : Associated British Film Distributors
- Pays d'origine :  Royaume-Uni
- Langue originale : anglais
- Format : Noir et blanc  — 35 mm — 1,37:1 — son mono
- Genre : Comédie
- Durée : 72 minutes
- Dates de sortie : Royaume-Uni : 5 septembre 1938

## Distribution
- Edmund Gwenn : Joe Higgins
- Betty Driver (en) : Betty Higgins
- Jimmy O'Dea (en) : Pat
- Ethel Coleridge (en) : tante Agnès
- Maire O'Neill (en) : Mme Clegg
- Jack Livesey (en) : Bert
- Syd Crossley (en) : Oncle Lancelot
- Lloyd Pearson (en)
- James Harcourt (en) : Amos Cook
- Frederick Burtwell (en) : Policier

## Bande originale
- Stick Out Your Chin, You Can't Have Your Cake, Learn How To Sing a Love Song : paroles et musique de Harry Parr-Davies (en), interprétées par Betty Driver (en)
- Mrs. Mulligan's One of the Quality Now, paroles et musique de Harry O'Donovan (en), interprétée par Jimmy O'Dea (en)